# InterCity (Magyarország)

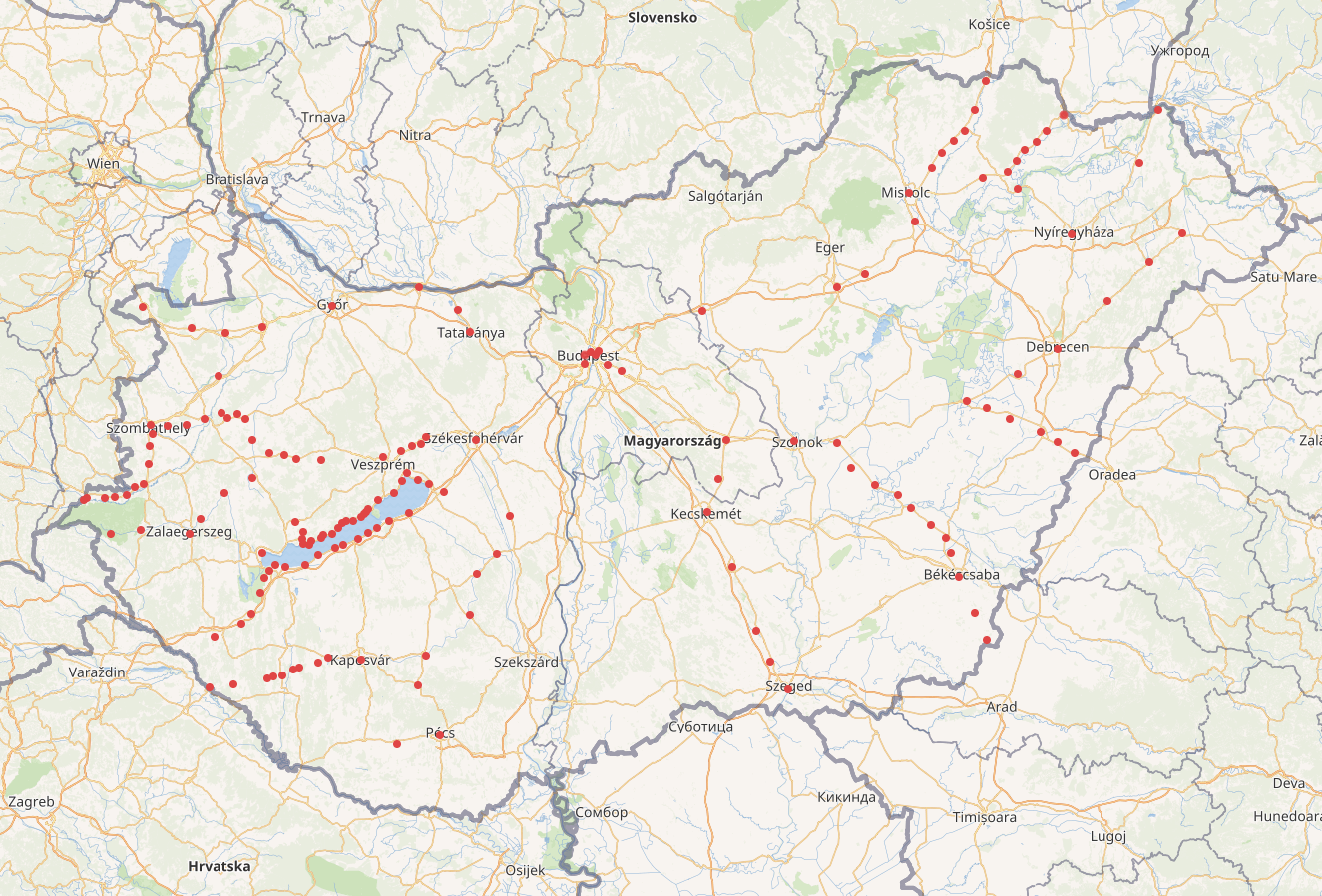
InterCity-állomások Magyarországon 2017 végén

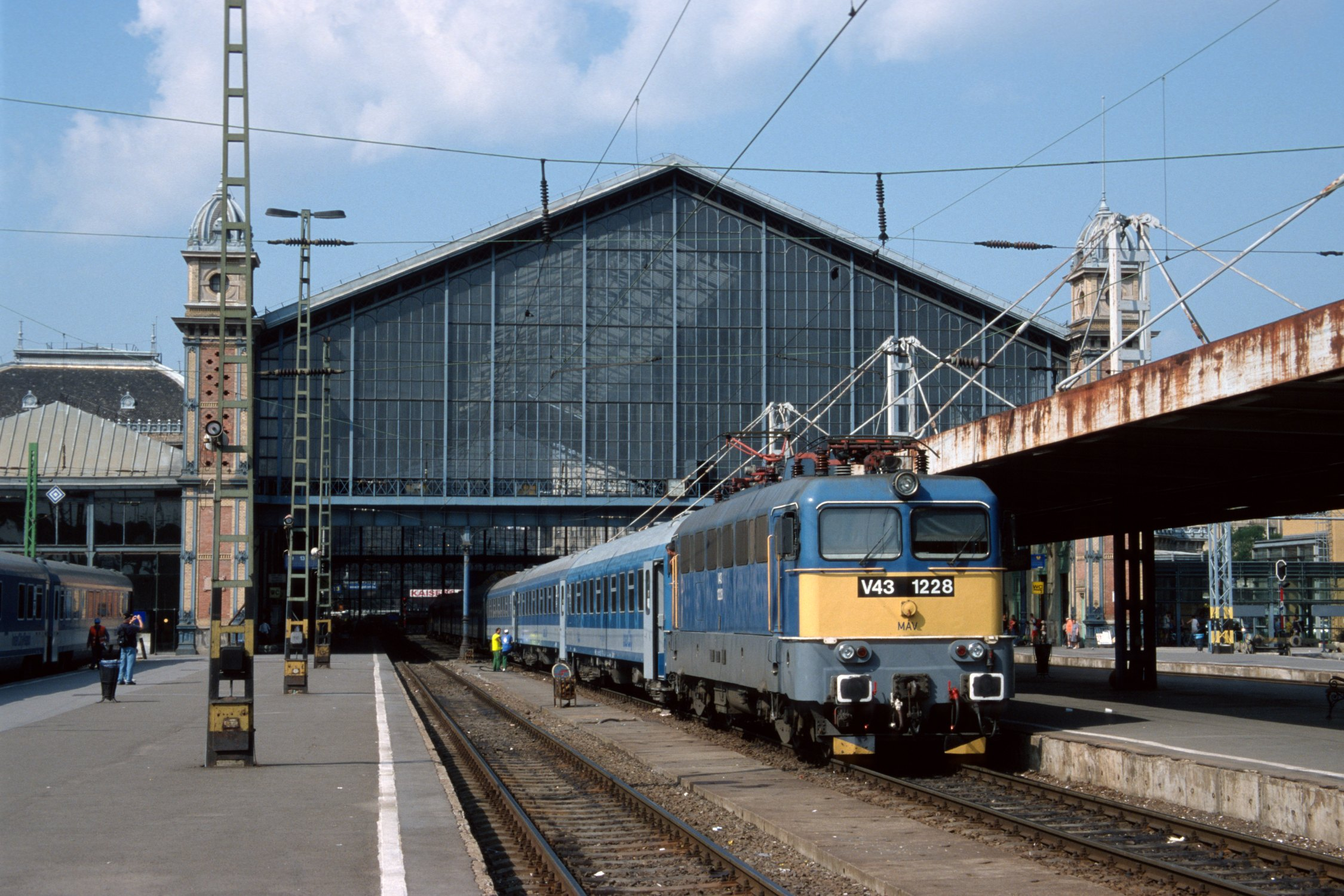
IC-vonat V43-as mozdonnyal a Nyugati pályaudvaron 2003-ban

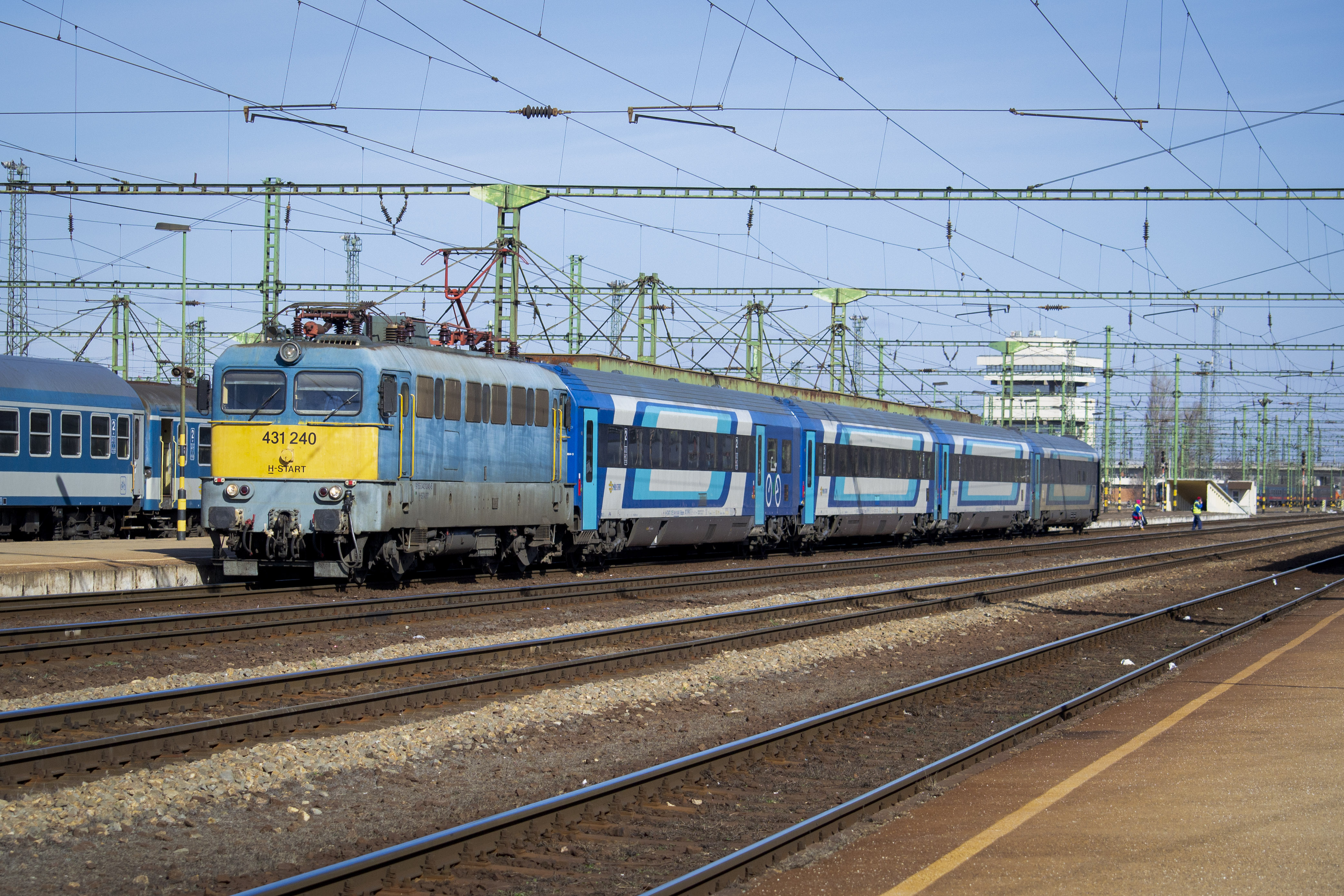
IC-vonat 2020-ban

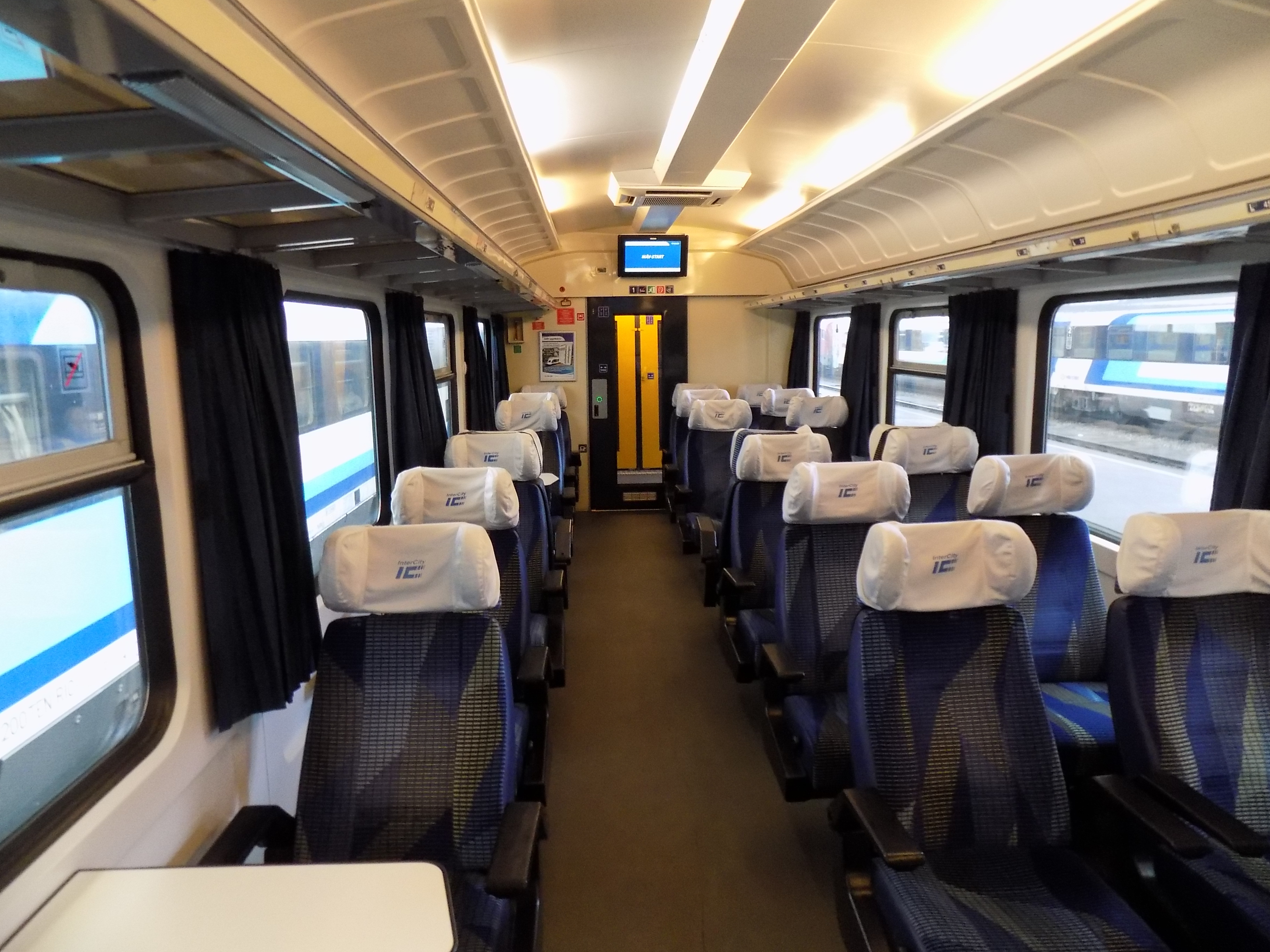
1. és 2. osztályú IC2G InterCity kocsi a MÁV-nál

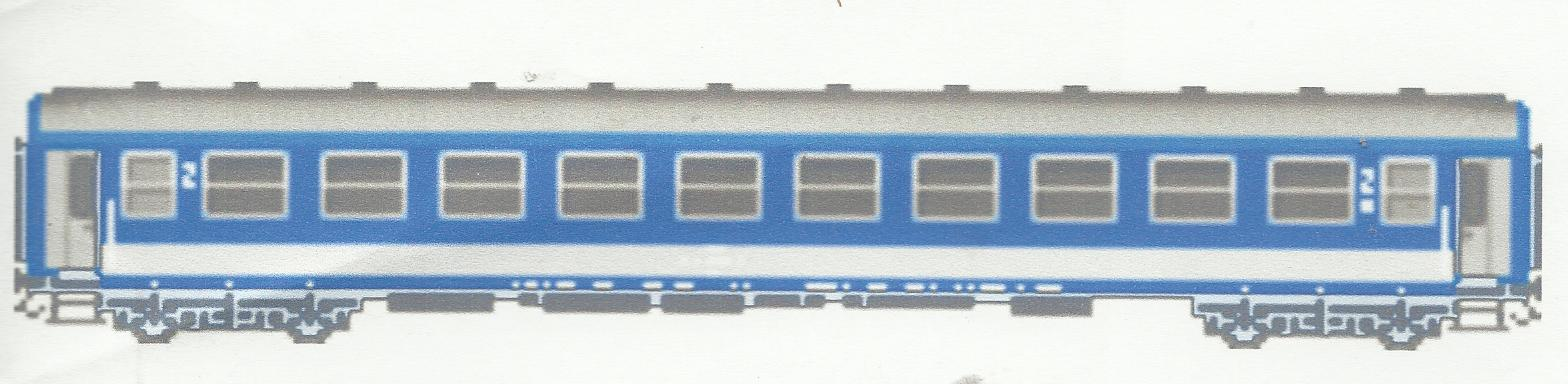
A lengyel fajta Bo fülkés kocsi

Az InterCity (rövidítve IC) belföldön, jellemzően nagyvárosok között közlekedő magasabb komfortfokozatú expresszvonat. A vonatra a menetjegyen felül  helyjegyet is kell váltani. Egyes járatok pótjegy megfizetése nélkül is igénybe vehetők.

## Az InterCity magyarországi története

### Az első 25 év
1991. június 2-án indult meg az InterCity-szolgáltatás a Magyar Államvasutak vonalán. Az első két Intercity-vonat Budapest-Keleti pályaudvar 9., valamint Miskolc-Tiszai pályaudvar 1. vágányáról indult, a vonatok 4Bko+1Wrm+1Amo összeállításban közlekedtek. Az első IC-vonal Budapest–Miskolc között kezdett üzemelni Lillafüred, Szinva, Sajó, Borsod és Hámor vonatnevekkel. A vonatok az utat Miskolcig 2 órán belül tették meg 92 km/h átlagsebességet elérve. 1992. szeptember 27-től a második IC-vonal is megnyílt Budapest és Nyíregyháza között. Az akkori vonatnevek: Hajdú, Délibáb (ebből lett aztán a Westel), Hortobágy, Szabolcs és Nyírség. Két évvel később IC-vonatok kezdtek járni Budapestről Pécsre valamint Szegedre. 1995-től a hálózat Sopron és Szombathely felé bővült. Az 1997-es menetrend váltáskor pedig megszüntették az utolsó belföldi expresszvonatokat, és IC jár azóta Kaposvárra és Békéscsabára is. Ezzel párhuzamosan számos nemzetközi gyorsot és EuroCity vonatot belföldi utazásra is igénybe lehet venni IC-pótjegy váltása mellett és megindult az IC-közlekedés Keszthelyre is.
Az IC-vonatok kezdetben átalakított belföldi gyorsvonati kocsikkal jártak (Bko sorozat, komfortkocsik). Ezek belső felépítése megegyezett a belföldi gyorsvonatok első osztályú kocsijaival. Később a pécsi IC üzembeállításával párhuzamosan már nem fülkés, hanem termes elrendezésű – győri gyártású gyorsvonati kocsikból 1994-től átépített – 2. generációs IC-kocsikat készítettek a Dunakeszi járműjavítóban. A régebbi fülkés kocsikat pedig fokozatosan kivonták az IC forgalomból, azóta gyorsvonatokba sorolva közlekednek. 1996-ban a GANZ-Hunslettől három új motorvonati szerelvényt vásároltak. Ezek a vonatok először a Budapest–Szeged vonalon jártak.
2001-ben indult el az úgynevezett InterCityRapid szolgáltatás, mely az IC szolgáltatást kívánta még jobban emelni és gyorsítani. Ezek a vonatok a két végpont között csak néhány városban, vagy egyáltalán nem álltak meg és a jegy is drágább volt rájuk. Ez a szolgáltatás 2007-ig bezárólag szűnt meg és helyüket sima IC-k vették át.
2002 decemberétől a soproni IC-k Sopronból tovább közlekednek Bécsújhelyre.
2003 decemberétől IC vonat jár Tapolcára. Az év végi menetrendváltástól a soproni és szombathelyi IC-k a Déli pályaudvar helyett ismét a Keleti pályaudvarról indulnak, ugyanúgy mint 2000 előtt, de immár mindkét irányba megállnak Budapest-Kelenföldön.
2004. december 12-től IC vonat közlekedik Pécs–Kaposvár–Nagykanizsa–Szombathely–Sopron–Bécs viszonylatban, ez a Corvinus nevet kapta, ami 1 évvel később Kaposvár helyett Barcson keresztül közlekedik, majd 2010-től a 2012-es megszűnéséig nemzetközi gyorsvonatként közlekedik. Az év végi menetrend váltástól a soproni IC-k legtöbbje már nem megy tovább Bécsújhelyig.
A 2006-os menetrendváltással Kelet-Magyarországon bevezették az ütemes menetrendet, ezzel együtt bővült a vonatszám is. Két fontos újítás történt: az országban egyedülálló módon Szeged-Budapest viszonylatban összevonták a gyorsvonatokat és az InterCityket, a vonatban az IC-kocsik mellett helyjegy nélkül igénybe vehető gyorsvonati kocsik is közlekednek. Emellett a gyorsvonati menetrend szerint, több helyen állnak meg. (Az ilyen fajta vonatokat szaknyelven Hibridvonatnak nevezik, de a menetrendben IC-ként szerepelnek).) A másik újdonság a Kör-IC-k megjelenése volt, melyek Budapest-Keleti–Füzesabony–Miskolc-Tiszai–Szerencs–Tokaj–Nyíregyháza–Debrecen–Hajdúszoboszló–Püspökladány–Szolnok–Cegléd–Ferihegy–Kőbánya-Kispest–Zugló–Budapest-Nyugati útirányon (és vissza) közlekednek.
Szintén 2006-tól közlekednek mentesítő IC vonatok a fővárosból Sátoraljaújhelyre, iskolai időszakban, vasárnapi napokon. Ezeket rendszerint három Siemens Desiro motorvonatból állítják ki, kedvezményes árú IC-pótjeggyel vehetők igénybe (a Zemplén IC a 2012/2013-as menetrendváltás óta expresszvonatként közlekedik).
A 2008-as menetrendváltással bevezették a Bo kocsikból kialakított 3. generációs IC-kocsikat a Pécs–Budapest–Miskolc viszonylaton és lehetővé tették a kerékpárszállítást több InterCity járaton is. (Jelenleg a Budapest–Miskolc, Budapest–Nyíregyháza és a Kör-IC viszonylatain közlekednek.) Ekkor megszűnt a Corvinus IC, helyette elindult Zágráb és Bécs között a Zágráb IC.
A 2009-es menetrendváltással naponta IC közlekedik Budapestről Bajára és vissza (ezek a 2012/2013-as menetrendváltás óta expresszvonatként közlekednek); Budapest–Pécs között pedig új IC-vonatpár közlekedik, ezzel egyidőben megszűnt az IC közlekedés Tapolca felé, Keszthely felé csak 1 pár maradt. Ekkor újraindult a Corvinus IC.
2010-től a nyári időszakokban a Budapest–Keszthely gyorsvonatok közvetlen IC-kocsit továbbítanak, amibe az IC pót- és helyjegy váltása kötelező, az év végi menetrendváltástól a pécsi IC-k a Keleti pályaudvar helyett a Déli pályaudvarról indulnak, a Zágráb-Corvinus IC pedig nemzetközi gyorsvonatként közlekedik.
A 2011. december 11-i menetrendváltástól megszűnt az utolsó állandó keszthelyi IC.
2012-ben Budapest–Békéscsaba–Lőkösháza és Budapest–Eger között is két óránként indulnak IC járatok, amik a szegedi IC-járatokhoz hasonlóan szintén továbbítanak gyorsvonati kocsikat, amik helyjegy nélkül igénybe vehetők. (Ebben az évben a 100-as vonal felújítása idején egyes Budapest–Nyíregyháza–(Záhony) IC-járatok is továbbítottak gyorsvonati kocsikat). A nyári menetrendi időszaktól kezdve leállítják a belföldi járatok étkezőkocsijait, amelyek csak 2019-től a keszthelyi vonatokon jelentek meg ismét, elsősorban a nyári, majd később az elő, -és utószezonban is. Az év végi menetrendváltástól a pécsi IC-k a Somogy IC-vel együtt ismét a Keleti pályaudvarról közlekednek, ezzel egyidőben a Dráva IC csak Budapest és Pécs között közlekedik.
2013-tól a nyári időszakban a Budapest–Tapolca viszonylatban közlekedő Kék Hullám nevű sebesvonatok is továbbítanak IC-kocsit, amibe IC pót -és helyjegy váltása kötelező. A decemberi menetrendváltással meg 2 új IC-vonatpár közlekedik Budapestről Zalaegerszegre (a Citadella IC Zalaegerszegtől Őrihodoson át Mariborig, később Ljubljanáig közlekedik tovább), iskolaidőben vasárnaponként csak Zalaegerszeg–Budapest-Déli pályaudvar viszonylatban új IC vonat közlekedik; 1 új IC vonatpár közlekedik Budapest–Szeged és Budapest–Győr között; illetve 1 új IC-vonatpár közlekedik Budapest–Kaposvár–Gyékényes–(Zágráb) és Budapest–Siófok–Gyékényes–(Zágráb) viszonylatban (ez utóbbi belföldi forgalomban gyorsvonati kocsikat is továbbít); illetve a Budapest-Keleti pályaudvar–Biharkeresztes–(Brassó) viszonylatban közlekedő Corona Nemzetközi Gyors, a Budapest-Keleti pályaudvar–Záhony–(Moszkva) viszonylatban közlekedő Tisza Nemzetközi Gyors, és a Budapest-Keleti pályaudvar–Budapest-Déli pályaudvar–Székesfehérvár–Zalaegerszeg–Őrihodos–(Koper) viszonylatban közlekedő Istria Nemzetközi Gyors is IC vonatként közlekedik belföldi forgalomban.
2014. június 12-től az egri járatok már nem továbbítanak IC kocsit, gyorsvonatként közlekednek. A decemberi menetrendváltástól 1 új IC-vonatpár közlekedik Budapest–Szeged között, iskolaidőben pénteken és vasárnap új IC vonat közlekedik Budapest–Pécs között, az Arrobona IC pedig meghosszabbított útvonalon Győrtől Hegyeshalomig közlekedik tovább, ezzel egy időben megszűnt a Tisza IC, az Istria IC pedig ismét nemzetközi gyorsvonatként szerepel a menetrendekben.
A 2015/2016-os menetrendváltással egy időben új IC vonatpár közlekedik Budapest–Szombathely és Budapest–Sopron között, ezzel egy időben megszűnt a Bihar IC, a Délibáb IC már nem kör IC-ként közlekedik, hanem Nyíregyházától Miskolc-Budapest-Keleti helyett Záhonyba közlekedik. 2016. szeptember 12-től a 30-as vonal felújítása miatt az Agram InterCity Budapest–Dombóvár–Kaposvár–Gyékényes–Zágráb útirányon közlekedik.
A 2016. december 11-i menetrendváltástól az Agram IC Zágráb helyett Fiume állomásig közlekedik, ebből adódóan a vonat neve Kvarner lett, a Zemplén Expressz meg ismét IC vonatként közlekedik, ezzel egy időben megszűnt a Zsolnay IC.

### 2017-től
A 2017/2018-as menetrendváltástól új IC vonatpár közlekedik Budapest és Kaposvár között, a Rippl-Rónai IC csak Budapest–Kaposvár viszonylatban közlekedik, a Kvarner IC Agram néven nemzetközi gyorsvonatként közlekedik. 2018. február 26-tól 2019. március 31-ig a 40a vasútvonal felújítása miatt a Pécsre közlekedő Baranya, Mecsek, PTE, Sophiane, Zengő, illetve a Kaposvárra közlekedő Rippl-Rónai és Zselic IC-k helyett Kelenföld és Százhalombatta között pótlóbuszok közlekednek, a pécsi Tubes és a Kaposvár–Gyékényesi Somogy IC meg a Keleti pályaudvar helyett a Déli pályaudvarra közlekedik Kelenföld-Érd alsó-Tárnok-Érd felső felé kerülő útvonalon, ezzel egyidőben mentesítő vonatként újra jár a kaposvári Kapos, -és a pécsi Misina IC. 2018 nyarán egy szezon erejéig újra közlekedett Budapest és Keszthely között a Helikon nevű vonat, viszont a menetrendekben gyorsvonatként szerepelt, annak ellenére, hogy IC kocsit is továbbított.
A 2018/2019-es menetrendváltástól a Latorca IC csak Munkácsig közlekedik, Szombathely felé meg új IC vonat közlekedik Iseum néven, továbbá egy új IC vonatpár közlekedik Budapest–Békéscsaba–Brassó viszonylatban Fogaras néven, a soproni Volt Fesztivál IC helyett meg újraindul a 2014-ben megszűnt Ikva IC. 2019. április 7-től új mentesítő IC vonat közlekedik (Záhony)–Nyíregyháza–Budapest viszonylatban Sóstó néven, augusztus 31-től pedig Budapest–Szeged viszonylatban Szent Gellért néven. 2019 nyarától a Balatonra közlekedő Aranyhíd, Aranypart- és Ezüstpart Expresszek IC kocsit is továbbítanak.
A 2019/2020-as menetrendváltástól a Budapest–Székesfehérvár–Szombathely/Zalaegerszeg viszonylatú gyorsvonatok Hibrid-IC vonatként közlekednek (Bakony, Göcsej), ezzel együtt a Citadella nemzetközi gyorsvonat is továbbít IC kocsit (nyártól már a menetrendekben is újra IC-ként szerepel), ezzel egyidőben megszűnt a Hetés és Szent Gellért IC, utóbbi helyét Televonat vette át. 2020. szeptember 28-tól a Budapest–Nagykanizsa és a Budapest–Keszthely viszonylatú gyorsvonatok is IC vonatként közlekednek Tópart és Balaton IC néven, illetve az Agram vonatpár is IC-ként szerepel, mely a Tópart IC-vel egyesítve közlekedik.
A 2020/2021-es menetrendváltással a Budapest–Miskolc viszonylatú IC vonatok meghosszabbított útvonalon közlekednek Hidasnémetin át Kassáig és közvetlen kocsikkal Miskolctól Sátoraljaújhelyig, ezzel kétórás ütemet hozva létre Budapest–Kassa/Sátoraljaújhely között. Újdonság, hogy ezek az IC vonatok Füzesabony helyett Mezőkövesden állnak meg (Hernád/Zemplén IC), illetve az IC ütem kibővül egy este Miskolcra-reggel Miskolcról közlekedő vonatpárral, ezzel egyidőben megszűnt a Budapest–Miskolc viszonylatú Abaúj, Lillafüred, Sajó, Szinva, Takta, TVK IC, valamint a Budapest–Kassa viszonylatú Rákóczi IC. Szintén újdonság, hogy ez évtől minden Békéscsaba felé közlekedő vonatban közlekedik IC kocsi, a belföldi vonatok esetében egységesen Békés névvel, a Kresz Géza IC pedig Lőkösháza helyett Kaposvárra közlekedik, aminek következtében megszűnt a Zselic IC, a Budapest–Pécs PTE IC meg újra Misina IC néven közlekedik, és új IC vonat közlekedik Budapest–Bukarest között Muntenia néven. 2021-es nyári és elő-/utószezon menetrendben közlekedő Gradec nemzetközi gyorsvonat pár is IC-ként szerepel, mely a Tópart IC-vel egyesítve közlekedik, továbbá a Splitbe közlekedő Adria vonatpár is IC-ként közlekedik. 2021. június 5-én és 6-án a magyarországi IC-közlekedés 30 éves évfordulója alkalmából Lillafüred és Borsod IC néven retrószerelvény közlekedett Budapest és Miskolc között. 2021. június 19-től a nyári időszakban a Budapest–Balatonfüred–Tapolca–(Szombathely) viszonylatú Kék Hullám sebesvonatok is IC vonatként közlekednek, és új IC vonat közlekedik Tapolca–Budapest-Déli viszonylatban Levendula néven.
A 2021/2022-es menetrendváltástól a Dráva IC Pécs helyett Budapest–Győr–Csorna–Szombathely–Szentgotthárd–Graz–Maribor–Ljubljana viszonylatban közlekedik, új IC vonatpár közlekedik Budapest–Graz viszonylatban Mura néven, a Rába IC csak Szentgotthárdig, a Kraszna IC meghosszabbítva Fehérgyarmatig közlekedik. A szegedi Maros IC a Csongrád nevet kapta, Budapest-Keleti és Arad között az új Maros és Körös, Temesvárig a Béga, míg Szolnok és Arad között a Zaránd IC jár. A pécsi Dráva IC helyett a Tubes IC közlekedik, a Somogy IC már pécsi közvetlen kocsi nélkül közlekedik Gyékényesre. A Délibáb IC Záhony helyett Miskolcig közlekedik. Az április 3-i menetrend módosítástól a Budapest-Győr-Csorna-Szombathely-(Szentgotthárd) viszonylatú IC-k egységesen a Savaria, a Budapest-Nyugati pályaudvar-Debrecen-Nyíregyháza-(Záhony) viszonylatú IC-k egységesen a Nyírség, a Budapest-Keleti pályaudvar–Miskolc–Nyíregyháza–Debrecen–Budapest-Nyugati pályaudvar viszonylatú Kör-IC-k egységesen a Tokaj nevet viselik. 2022. június 18-ától a Sopron Bank IC neve Magnet Bank névre változik, július 1-jétől pedig ismét megszűnt a Füzér IC. Október 1-jétől a Budapest–Szeged között közlekedő IC-k egységesen Napfény nevet viselik.
A 2022/2023-as menetrendváltástól megszűnt a Gradec IC (az utolsó vonat 2022. szeptember 11-én közlekedett). Szintén a menetrendváltástól a pécsi IC-k egységesen a Mecsek nevet viselik, a Kör-IC-k Püspökladány helyett Hatvanban állnak meg, illetve a 80-as vonalon közlekedő összes InterCity megáll Hatvanban, a Zaránd IC meg ismét Budapest-Keleti pályaudvarig közlekedik. A Hámor IC megszűnt helyette a Tokaj IC közlekedik. 2023. február 4-től a Kör-IC-k ismét megállnak Püspökladányban.
A 2023/2024-es menetrendváltástól vasárnaponként újra közlekedik a Borostyánkő IC járat, de Szombathely helyett Sopronig közlekedik. Claudiopolis néven új IC közlekedik Budapest és Kolozsvár között. A vonat Lőkösháza felé közlekedik a Fogaras IC-vel egyesítve. Újra közlekedik a Tisza vonatpár Bécs és Csap között EC-ként, a Transilvania EC helyett. Június 22-étől a Levendula IC továbbiakban Kék Hullám  néven közlekedik.
A 2024/2025-ös menetrendváltástól új IC vonatpár közlekedik Záhonyba, a Kraszna IC ismét csak Mátészalkáig közlekedik, a soproni IC-k meg egységesen a Scarbantia nevet viselik.
2025. június 21-től a nyári főszezonban az Agram nemzetközi InterCity a Déli pályaudvar helyett a Keleti pályaudvarról közlekedik.

## Magyarországi viszonylatok
- Budapest-Déli–Székesfehérvár–Szombathely (2 óránként): Bakony
- Budapest-Déli–Székesfehérvár–Zalaegerszeg (2 óránként): Citadella, Göcsej
- Budapest-Déli–Székesfehérvár–Keszthely (2 óránként): Balaton
- Budapest-Déli–Székesfehérvár–Nagykanizsa–(Gyékényes) (2 óránként): Agram, Tópart
- Budapest-Déli–Székesfehérvár–Tapolca (nyáron 2 óránként): Kék Hullám
- Budapest-Nyugati–Szeged (óránként): Napfény
- Budapest-Nyugati–Debrecen–Mátészalka: Kraszna
- Budapest-Nyugati–Nyíregyháza–Záhony–(Munkács) (1-2 óránként): Latorca, Nyírség
- Budapest-Nyugati–Nyíregyháza–Miskolc-Tiszai–Budapest-Keleti (2 óránként): Tokaj
- Budapest-Keleti–Miskolc-Tiszai–Nyíregyháza–Budapest-Nyugati (2 óránként): Tokaj
- Budapest-Keleti–Miskolc-Tiszai–Hidasnémeti–Kassa (2 óránként): Hernád
- Budapest-Keleti–Miskolc-Tiszai–Sátoraljaújhely (2 óránként): Zemplén
- Budapest-Keleti–Miskolc-Tiszai: Borsod
- Budapest-Keleti–Pécs (2 óránként): Mecsek
- Budapest-Keleti–Kaposvár–(Gyékényes): Kresz Géza, Rippl-Rónai, Somogy
- Budapest-Keleti–Biharkeresztes: Corona, Hargita
- Budapest-Keleti–Székesfehérvár–Nagykanizsa–Gyékényes: Adria
- Budapest-Keleti–Szolnok–Békéscsaba–Lőkösháza (óránként): Béga, Békés, Claudiopolis, Fogaras, Körös, Ister, Maros, Muntenia, Traianus, Zaránd
- Budapest-Keleti–Győr–Csorna–Sopron (2 óránként): Scarbantia
- Budapest-Keleti–Győr–Csorna–Szombathely–(Szentgotthárd) (2 óránként): Dráva, Mura, Savaria
- Budapest-Keleti–Győr: Arrabona

A felsorolt vonatokra helyjegy váltása kötelező.
A Budapest–Székesfehérvár–Veszprém–Szombathely/Zalaegerszeg és a Budapest–Székesfehérvár–Siófok–Nagykanizsa/Keszthely viszonylatban közlekedő Bakony, Göcsej, Tópart és Balaton IC vonatokon az IC kocsi egységesen 990 Ft-os helyjeggyel vehető igénybe, a vonatok gyorsvonati kocsijai pedig gyorsvonati pótjegy váltása nélkül. A Budapest–Mezőkövesd–Miskolc–Hidasnémeti/Sátoraljaújhely viszonylatokban közlekedő IC vonatokon egységes 990 Ft-os helyjegy váltása kötelező.
A Budapest–Őrihodos, Budapest–Hegyeshalom, Budapest–Párkány, Budapest–Biharkeresztes, Budapest–Lőkösháza, Záhony–Nyíregyháza–Debrecen–Szolnok–Budapest–Győr–Hegyeshalom, Biharkeresztes–Budapest–Hegyeshalom, Nyírábrány–Debrecen–Szolnok–Budapest–Hegyeshalom és Budapest–Kelebia viszonylatban nemzetközi EC-, EN- és IC-vonatok is közlekednek. (Budapest–Vác–Szob, Budapest–Kelebia, Püspökladány–Biharkeresztes és Debrecen–Nyírábrány viszonylatban pót- és helyjegy nélkül igénybe vehetők).

## Elnevezéseik és viszonylataik
A vonatokat általában tájegységekről és városokról, híres személyekről nevezik el. Néhány évig reklámnevű IC vonatok is közlekedtek (pl. Westel IC, Uniqua IC) vagy napjainkban a PTE IC, Magnet Bank IC, Soproni Közgáz IC, TVK IC és a Volt Fesztivál IC. 2006 decemberétől kivételt képeztek a kör-IC-k, melyek madár- és virágneveket viseltek, azonban 2022. április 3-ától mind Tokaj IC névvel közlekedik.

## Jellemzők
- Többnyire belföldi forgalom
- Megállás csak nagyobb városokban
- Léghűtéses vagy klimatizált kocsik
- Teljes nemdohányzó kocsik
- 90 km/h átlagsebesség

### Jelenleg[mikor?]közlekedő
Érvényes 2025. június 21-től[forrás?]
| Elnevezés       | Viszonylat |
| --------------- | --- |
| IC Adria        | Budapest-Keleti–Székesfehérvár-Siófok-Fonyód-Nagykanizsa-Gyékényes-Zágráb-Split (nyári időszakban naponta, nemzetközi forgalomban Split felé csak keddenként, péntekenként és vasárnaponként, Bp. felé csak hétfőnként, szerdánként és szombatonként közlekedik; korábban gyorsvonatként és expresszvonatként közlekedett; egy időben közvetlen kocsikat továbbított Fiume (Rijeka) felé) |
| IC Agram        | Budapest-Déli/Budapest-Keleti–(Székesfehérvár)–Siófok–Fonyód–Nagykanizsa–Gyékényes–Zágráb (naponta, főszezonban Budapest-Déli helyett a Budapest-Keletitől közlekedik;[forrás?] Budapest–Nagykanizsa–(Gyékényes) viszonylatban főszezonon kívül a Tópart IC-vel egyesítve közlekedik; korábban[mikor?] gyorsvonatként, illetve Expresszvonatként közlekedett, egy időben közvetlen kocsit továbbított Zágrábtól Ljubljanáig, Balatonszentgyörgytől Keszthelyig, illetve Keszthelytől Szombathelyig; egy időben Rijeka (Fiume) volt a végállomása; 2016 végén a 30-as vonal felújítása miatt a Keleti pályaudvarról közlekedett Dombóvár–Kaposváron keresztül; régen Zágráb–Salzburg között közlekedett EuroCity vonatként[forrás?]) |
| IC Arrabona     | Győr–Tatabánya–Budapest-Keleti (naponta, csak ebben a viszonylatban közlekedik; korábban Záhony–Hegyeshalom között közlekedett; egy időben Zürichbe közlekedett; régen expresszvonatként közlekedett Budapest és Sopron, később Záhony és Bécs között) |
| IC Bakony       | Budapest-Déli–Székesfehérvár–Veszprém–Ajka–Boba–Celldömölk–Szombathely (2 óránként; régebben expresszvonatként közlekedett) |
| IC Balaton      | Budapest-Déli–Székesfehérvár–Siófok–Fonyód–Keszthely (2 óránként; 2008-ban Keleti pályaudvar–Keszthely–Szombathely– Sopron–Bécsújhely–Bécs viszonylatban közlekedett, Szombathely és Bécs között a pécsi Corvinus IC-vel egyesítve; korábban expresszvonatként közlekedett) |
| IC Béga         | Budapest-Keleti–Szolnok–Békéscsaba–Lőkösháza–Arad–Temesvár (naponta; egyidőben Temesvárig közlekedett; régebben gyorsvonatként közlekedett) |
| IC Békés        | Budapest-Keleti pályaudvar-Szolnok-Békéscsaba (2 óránként, korábban Lőkösházáig is közlekedett) |
| IC Borsod       | Budapest-Keleti pályaudvar-Füzesabony-Miskolc-Tiszai pályaudvar (naponta; egy időben Budapestről tovább közlekedett Pécsre; régebben expresszvonatként közlekedett) |
| IC Citadella    | Budapest-Déli pályaudvar-Székesfehérvár-Veszprém-Ajka-Zalaegerszeg-Zalalövő-Őriszentpéter-Őrihodos-Ljubljana-Koper (naponta, Ljubljana-Koper között csak nyári időszakban; a 2012/2013-as menetrend idején Ljubljana helyett Maribor volt a végállomása; a 2014/2015-ös menetrend idején EuroCity vonatként közlekedett; a 2015/2016-os menetrendváltástól 2020 nyaráig nemzetközi gyorsvonatként közlekedett) |
| IC Claudiopolis | Budapest-Keleti pályaudvar-Szolnok-Püspökladány-Biharkeresztes-Biharpüspöki-Nagyvárad-Kolozsvár-Brassó (naponta; korábban gyorsvonatként közlekedett; régen a Bp-ről induló vonatok közvetlen kocsit továbbítottak Szolnoktól Szentes-Hódmezővásárhely-Makó felé) |
| IC Corona       | Budapest-Keleti pályaudvar-Szolnok-Püspökladány-Biharkeresztes-Biharpüspöki-Nagyvárad-Kolozsvár-Brassó (naponta; korábban gyorsvonatként közlekedett; régen a Bp-ről induló vonatok közvetlen kocsit továbbítottak Szolnoktól Szentes-Hódmezővásárhely-Makó felé) |
| IC Dráva        | Budapest-Keleti pályaudvar-Tatabánya-Győr-Csorna-Szombathely-Szentgotthárd-Graz-Maribor-Ljubljana (naponta; az 1995/1996 menetrend idején Budapest-Siófok-Nagykanizsa-Murakeresztúr-Velence útvonalon közlekedett, majd 1 évvel később megszűnt, ezt követően a 2001/2002-es menetrendváltástól a 2003/2004-es menetrendváltásig Budapesttől Zalaegerszegen át Velencéig közlekedett; 2008-tól a 2012/2013-as menetrendváltásig Budapest-Pécs-Magyarbóly-Eszék-Szarajevó viszonylatban közlekedett (2008 és 2010 között a Keleti pályaudvarról, 2010 és 2012 között a Déli pályaudvarról); 2012 és 2021 között Keleti pályaudvar-Pécs viszonylatban közlekedett; egy időben Budapestről Miskolcig közlekedett tovább)               |
| IC Fogaras      | Budapest-Keleti pályaudvar-Szolnok-Békéscsaba-Lőkösháza-Arad-Fogaras-Brassó (naponta) |
| IC Göcsej       | Budapest-Déli pályaudvar-Székesfehérvár-Veszprém-Ajka-Zalaegerszeg (2 óránként; régebben expresszvonatként közlekedett; egy időben Budapest–Balatonfüred–Tapolca–Ukk–Zalaegerszeg útvonalon közlekedett) |
| IC Hargita      | Budapest-Keleti pályaudvar-Szolnok-Püspökladány-Biharkeresztes-Nagyvárad-Kolozsvár-Brassó (naponta) |
| IC Hernád       | Budapest-Keleti pályaudvar-Mezőkövesd-Miskolc-Tiszai pályaudvar-Hidasnémeti-Kassa (2 óránként, Budapest és Miskolc között a sátoraljaújhelyi Zemplén IC-vel egyesítve közlekedik; régen a nyári időszakban tovább közlekedett Budapestről Keszthelyre; egy időben közvetlen kocsit továbbított Krakkóba; egy időben Budapestről tovább közlekedett Pécsre; egy időben EuroCity vonatként közlekedett) |
| IC Ister        | Budapest-Keleti pályaudvar-Szolnok-Békéscsaba-Lőkösháza-Arad-Segesvár-Brassó-Bukarest (naponta; 2016. december 10-ig EuroNight-ként közlekedett). |
| IC Kék Hullám   | Budapest-Déli pályaudvar-Székesfehérvár-Balatonfüred-Tapolca-(Szombathely) (nyári időszakban 2 óránként; elő- és utószezonban expresszvonatként közlekedik; korábban sebesvonatként közlekedett) |
| IC Körös        | Budapest-Keleti pályaudvar-Szolnok-Békéscsaba-Lőkösháza-Arad (naponta; korábban tovább közlekedett Temesvárra, illetve régebben expresszvonatként közlekedett Gyulára) |
| IC Kraszna      | Budapest-Nyugati pályaudvar-Szolnok-Debrecen-Mátészalka (naponta; Budapest-Debrecen között a záhonyi Nyírség IC-vel egyesítve közlekedik; egy időben a Keleti pályaudvarról közlekedett, illetve a 2021 és 2024 között tovább közlekedett Fehérgyarmatra) |
| IC Kresz Géza   | Budapest-Keleti pályaudvar-Dombóvár-Kaposvár (naponta; 2020. december 12-ig Lőkösháza-Békéscsaba-Budapest-Keleti pályaudvar viszonylatban közlekedett) |
| IC Latorca      | Budapest-Nyugati pályaudvar-Szolnok-Debrecen-Nyíregyháza-Záhony-Munkács (naponta; egy időben a Keleti pályaudvarról közlekedett, a 2018/2019-es menetrendváltásig tovább közlekedett Lvovba (Lembergbe) és Kijevbe) |
| IC Maros        | Budapest-Keleti pályaudvar-Szolnok-Békéscsaba-Lőkösháza-Arad (naponta; egy időben tovább közlekedett Gyulafehérváron át Marosvásárhelyre, illetve egy időben Nyugati pályaudvar-Szeged viszonylatban közlekedett) |
| IC Mecsek       | Budapest-Keleti pályaudvar-Sárbogárd-Dombóvár-Pécs (2 óránként; régen a Déli pályaudvarról közlekedett, illetve egy időben Budapestről tovább közlekedett Miskolcra; régebben expresszvonatként közlekedett) |
| IC Muntenia     | Budapest-Keleti pályaudvar-Szolnok-Békéscsaba-Lőkösháza-Arad-Temesvár-Bukarest (naponta) |
| IC Mura         | Budapest-Keleti pályaudvar-Tatabánya-Győr-Csorna-Szombathely-Szentgotthárd-Graz (naponta; régebben Déli pályaudvar-Siófok-Nagykanizsa viszonylatban közlekedett) |
| IC Napfény      | Budapest-Nyugati pályaudvar-Cegléd-Kecskemét-Kiskunfélegyháza-Szeged (óránként, nyári főszezonban csak 2 óránként; régebben expresszvonatként közlekedett) |
| IC Nyírség      | Budapest-Nyugati pályaudvar-Szolnok-Debrecen-Nyíregyháza-(Záhony) (2 óránként; egy időben a Keleti pályaudvarról közlekedett) |
| IC Rippl-Rónai  | Budapest-Keleti pályaudvar-Dombóvár-Kaposvár (naponta; korábban Kaposvárról tovább közlekedett Gyékényesen át Zágrábba, közvetlen kocsit továbbított Zágrábtól Ljubljanáig; 2017 nyarán pályafelújítás miatt Székesfehérvár-Siófok-Fonyód-Nagykanizsán keresztül közlekedett) |
| IC Savaria      | Budapest-Keleti pályaudvar-Tatabánya-Győr-Csorna-Szombathely-(Szentgotthárd) (2 óránként (délelőtt és délután 1 ütem kimarad); egy időben a Déli pályaudvarra közlekedett; régebben expresszvonatként közlekedett Budapest-Déli pályaudvar-Székesfehérvár-Veszprém-Celldömölk-Szombathely útvonalon) |
| IC Scarbantia   | Budapest-Keleti pályaudvar-Tatabánya-Győr-Csorna-Sopron (2 óránként) |
| IC Somogy       | Budapest-Keleti pályaudvar-Dombóvár-Kaposvár-Gyékényes (naponta; egy időben a Déli pályaudvarról indult és Gyékényestől Nagykanizsáig közlekedett tovább; régebben expresszvonatként közlekedett; a 2015/2016-os menetrendben az elő és az utószezonban közvetlen kocsikat továbbított Splitbe) |
| IC Tokaj        | Budapest-Keleti pályaudvar-Miskolc-Tiszai pályaudvar-Nyíregyháza-Debrecen-Szolnok-Budapest-Nyugati pályaudvar (2 óránként; régebben expresszvonatként közlekedett Keleti pályaudvar–Miskolc–Nyíregyháza viszonylatban) |
| IC Tópart       | Budapest-Déli pályaudvar-Székesfehérvár-Siófok-Fonyód-Nagykanizsa-(Gyékényes) (2 óránként; korábban expresszvonatként közlekedett) |
| IC Traianus     | Budapest-Keleti pályaudvar-Szolnok-Békéscsaba-Lőkösháza-Arad-Temesvár-Bukarest (naponta; régebben EuroCity-ként közlekedett) |
| IC Zaránd       | Budapest-Keleti pályaudvar-Szolnok-Békéscsaba-Lőkösháza-Arad (naponta; korábban Keleti pályaudvar - Piski viszonylatban közlekedett) |
| IC Zemplén      | Budapest-Keleti pályaudvar-Mezőkövesd-Miskolc-Tiszai pályaudvar-Szerencs-Sátoraljaújhely (2 óránként; Budapest és Miskolc között a kassai Hernád IC-vel egyesítve közlekedik; egy időben expresszvonatként közlekedett) |

Nyári főszezonban az Aranyhíd Expressz, Aranypart Expressz, Ezüstpart Expressz,  Fenyves Expressz, és a Szabolcsi Tekergő Expressz is továbbít IC kocsit.[forrás?]

### Jelenleg nem közlekedő
| Név                 | Útvonala |
| ------------------- | --- |
| IC Abaúj            | Budapest-Keleti pályaudvar-Füzesabony-Miskolc-Tiszai (egy időben Budapestről tovább közlekedett Pécsre) |
| IC Ady Endre        | Budapest-Keleti pályaudvar-Szolnok-Püspökladány-Biharkeresztes-Nagyvárad-Kolozsvár |
| IC Agria            | Budapest-Keleti pályaudvar-Hatvan-Füzesabony-Eger (jelenleg InterRégió vonatként közlekedik) |
| IC Alföld           | Budapest-Keleti pályaudvar-Szolnok-Békéscsaba-Lőkösháza (régebben expresszvonatként közlekedett; egy időben Budapest-Nyugati pályaudvar-Szeged között közlekedett; jelenleg[mikor?] ismét expresszvonatként közlekedik Budapest-Nyugati pályaudvar-Szeged között[forrás?]) |
| IC Alpokalja        | Budapest-Keleti pályaudvar-Tatabánya-Győr-Csorna-Szombathely (megszűnt 2022. április 2-án) |
| IC Aranyhomok       | Budapest-Nyugati–Cegléd-Kecskemét-Kiskunfélegyháza-Szeged (megszűnt 2022. szeptember 30-án) |
| IC Avala            | Belgrád-Kelebia-Kiskunhalas-Kiskőrös-Kunszentmiklós-Tass-Budapest-Keleti pályaudvar-Tatabánya-Győr-Mosonmagyaróvár-Hegyeshalom-Bécs (régen expresszvonatként, később EuroCity vonatként közlekedett; 2011 és 2014 között Bécs helyett Prágába közlekedett; a 2014/2015-ös menetrend idején Kiskőrös–Kunszentmiklós–Tass–Budapest-Keleti helyett Kiskunfélegyháza–Kecskemét–Cegléd–Kőbánya-Kispest–Ferencváros–Kelenföldön keresztül közlekedett) |
| IC Avas             | Nyíregyháza-Miskolc-Tiszai pályaudvar-Füzesabony-Budapest-Keleti pályaudvar (egy időben tovább közlekedett Pécsre, illetve régen gyorsvonatként tovább közlekedett Siófokon és Gyékényesen át Zágrábba, közvetlen kocsik voltak Keszthelyre) |
| IC Axa              | Budapest-Keleti pályaudvar-Tatabánya-Győr-Csorna-Szombathely, közvetlen kocsival: Csorna-Sopron (egy időben Sopronból tovább közlekedett Bécsújhelyre, illetve egy időben a Déli Pu.-ról közlekedett) |
| IC Baranya          | Budapest-Keleti–Sárbogárd–Dombóvár–Pécs (régen a Déli pályaudvarról közlekedett, illetve egy időben Budapestről tovább közlekedett Miskolcra; régebben expresszvonatként közlekedett, és külön rendeletre Pécsről tovább közlekedett Villányon át Harkányba; megszűnt 2022. december 10-én) |
| IC Baross           | Budapest-Keleti pályaudvar-Székesfehérvár-Siófok-Fonyód-Balatonszengyörgy-Nagykanizsa-Murakeresztúr; közvetlen kocsival Balatonszentgyörgy-Keszthely; később InterCity Rapid vonatként közlekedik Budapest-Keleti pályaudvar-Debrecen-Nyíregyháza viszonylatban |
| IC Batsányi         | Budapest-Déli pályaudvar-Székesfehérvár-Balatonfüred-Tapolca (a nyári időszakban tovább közlekedett Keszthelyre) |
| IC Bereg            | Budapest-Nyugati pályaudvar-Szolnok-Debrecen-Nyíregyháza-Záhony (egy időben a Keleti pályaudvarra közlekedett; megszűnt 2022. április 2-án) |
| IC Bihar            | Budapest-Keleti pályaudvar-Szolnok-Püspökladány-Biharkeresztes-Biharpüspöki-Nagyvárad-Kolozsvár |
| IC Bikavér          | Budapest-Keleti pályaudvar-Hatvan-Füzesabony-Eger |
| IC Bodrog           | Budapest-Keleti pályaudvar-Füzesabony-Miskolc-Tiszai pályaudvar-Szerencs-Sátoraljaújhely |
| IC Borostyánkő      | Budapest-Keleti pályaudvar-Tatabánya-Győr-Csorna-Sopron (korábban Budapest-Keleti pályaudvar-Győr-Csorna- Szombathely viszonylatban közlekedett; megszűnt 2024. december 8-án) |
| IC Brennberg        | Budapest-Keleti pályaudvar-Tatabánya-Győr-Csorna-Sopron (megszűnt a 2013/2014-es menetrendváltással egyidőben) |
| IC Bugac            | Budapest-Nyugati pályaudvar-Cegléd-Kecskemét-Kiskunfélegyháza-Szeged (megszűnt 2022. szeptember 30-án) |
| IC Ciklámen         | Budapest-Keleti pályaudvar-Tatabánya-Győr-Csorna-Sopron (egy időben a Déli pályaudvarról indult Bécsújhelyen át Bécsbe; régebben expresszvonatként közlekedett, ekkor közvetlen kocsijai voltak Győrtől Celldömölkig) |
| IC Cívis            | Budapest-Nyugati pályaudvar-Szolnok-Debrecen-Nyíregyháza (egy időben a Keleti pályaudvarról közlekedett; megszűnt 2022. április 2-án; 2022. december 11 óta InterRégió vonatként közlekedik) |
| IC Claudius         | Szombathely-Csorna-Győr-Tatabánya-Budapest-Keleti pályaudvar (egy időben a Déli pályaudvarra közlekedett; megszűnt 2022. április 2-án) |
| IC Corvinus         | Pécs-Barcs-Gyékényes-Nagykanizsa-Zalaszentiván-Szombathely-Sopron-Bécsújhely-Bécs (a 2004/2005-ös menetrendben Barcs helyett Kaposváron keresztül közlekedett; a vonat 2004 és 2008 között bizonyos időszakokban Szombathely és Bécs között a keszthelyi gyorsvonattal egyesítve közlekedett; 2008 nyarán Szombathely-Bécs között a Budapest-Siófok-Sopron-Bécs útvonalon közlekedő Balaton IC-vel egyesítve; 2009-től Bécs-Gyékényes között a Zágráb-Bécs közötti Zágráb IC-vel egyesítve közlekedett; 2010. december 12-től nemzetközi gyorsvonatként közlekedett; megszűnt 2012. december 8-án) |
| IC Csanád           | Budapest-Keleti pályaudvar-Szolnok-Békéscsaba-Lőkösháza |
| IC Csongrád         | Budapest-Nyugati pályaudvar-Cegléd-Kecskemét-Kiskunfélegyháza-Szeged (megszűnt 2022. szeptember 30-án) |
| IC Dália            | Budapest-Keleti pályaudvar-Miskolc-Tiszai pályaudvar-Nyíregyháza-Debrecen-Szolnok-Budapest-Nyugati pályaudvar (megszűnt 2022. április 2-án) |
| IC Dankó Pista      | Budapest-Nyugati pályaudvar-Cegléd-Kecskemét-Kiskunfélegyháza-Szeged (megszűnt 2022. szeptember 30-án) |
| IC Délibáb          | Budapest-Nyugati pályaudvar-Szolnok-Debrecen-Nyíregyháza-Miskolc-Tiszai pályaudvar (korábban Záhonyig és Nyugati pályaudvar-Debrecen-Nyíregyháza-Miskolc-Keleti pályaudvar viszonylatban közlekedett; megszűnt 2022. április 2-án) |
| IC Dobó István      | Budapest-Keleti pályaudvar-Füzesabony-Eger (régebben a nyári időszakban Budapestről tovább közlekedett Keszthelyre) |
| IC Egri csillagok   | Budapest-Keleti pályaudvar-Hatvan-Füzesabony-Eger |
| IC Feszty           | Budapest-Nyugati pályaudvar-Cegléd-Kecskemét-Kiskunfélegyháza-Szeged (megszűnt 2022. szeptember 30-án) |
| IC Füzér            | Budapest-Keleti pályaudvar-Füzesabony-Miskolc-Tiszai pályaudvar-Szerencs-Sátoraljaújhely (Sátoraljaújhely felé Bp és Szerencs között a Tokaj IC-vel egyesítve közlekedett) |
| IC Gárdonyi         | Budapest-Keleti pályaudvar-Füzesabony-Eger |
| IC Gemenc           | Budapest-Déli pályaudvar-Szekszárd-Bátaszék-Baja (a 2012/2013-as menetrendváltástól expresszvonatként közlekedett; egy időben a Keleti pályaudvarra közlekedett; 2021. április 11 óta InterRégió vonatként közlekedik Székesfehérvár és Baja között) |
| IC Goldoni          | Budapest-Keleti pályaudvar-Székesfehérvár-Fonyód-Nagykanizsa-Gyékényes-Zágráb-Ljubljana-Velence |
| IC Gradec           | Budapest-Déli pályaudvar-Székesfehérvár-Siófok-Fonyód-Nagykanizsa-Gyékényes-Zágráb (korábban gyorsvonatként közlekedett; megszűnt 2022. szeptember 11-én) |
| IC Hajdú            | Budapest-Nyugati pályaudvar-Szolnok-Debrecen-Nyíregyháza (egy időben a Keleti pályaudvarról közlekedett; régebben expresszvonatként közlekedett; megszűnt 2022. április 2-án) |
| IC Halászbástya     | Budapest-Keleti pályaudvar-Tatabánya-Győr-Csorna-Szombathely-Szentgotthárd-Graz (egy időben a Déli pályaudvarról közlekedett, közvetlen kocsit továbbított Szombathelytől Zalaegerszegig; megszűnt a 2013/2014-es menetrendváltással egyidőben) |
| IC Hámor            | Budapest-Keleti pályaudvar-Füzesabony-Miskolc-Tiszai pályaudvar (egy időben Pécsről közlekedett; megszűnt 2022. december 10-én) |
| IC Helikon          | Budapest-Déli pályaudvar-Székesfehérvár-Siófok-Fonyód-Balatonszentgyörgy-Keszthely (korábban Budapest és Balatonszentgyörgy között a Mura IC-vel egyesítve közlekedett; egy időben a Keleti pályaudvarra közlekedett; régen expresszvonatként közlekedett; 2018-ban gyorsvonatként közlekedett, de IC kocsit is továbbított; a 2020/2021-es menetrendváltás óta InterRégió vonatként közlekedik Győr és Kaposvár között, illetve hétvégente 1 pár, péntekenként 2 pár tovább Pécsre) |
| IC Hetés            | Zalaegerszeg-Ajka-Veszprém-Székesfehérvár-Budapest-Déli pályaudvar |
| IC Hirös            | Budapest-Nyugati pályaudvar-Cegléd-Kecskemét-Kiskunfélegyháza-Szeged (megszűnt 2022. szeptember 30-án) |
| IC Holló            | Budapest-Nyugati pályaudvar-Szolnok-Debrecen-Nyíregyháza-Miskolc-Tiszai pályaudvar-Budapest-Keleti pályaudvar (megszűnt 2022. április 2-án) |
| IC Hortobágy        | Bécs-Hegyeshalom-Győr-Budapest-Keleti pályaudvar-Szolnok-Debrecen-Nyíregyháza-Záhony, közvetlen kocsival Záhony-Kijev (jelenleg EuroCity-ként közlekedik; egy időben Budapest-Nyugati és Nyíregyháza között közlekedett; a 2014/2015-ös menetrendváltás óta EuroCity vonatként közlekedik; a 2014/2015-ös menetrend idején Debrecen-Szolnok-Cegléd-Kőbánya-Kispest-Ferencváros-Kelenföld-Győr-Bécs útvonalon közlekedett) |
| IC Hunyadi          | Budapest-Keleti pályaudvar-Kiskunhalas-Kelebia-Belgrád |
| IC Ikva             | Budapest-Keleti pályaudvar-Tatabánya-Győr-Csorna-Sopron; egy időben a Déli pályaudvarról indult és Sopronból tovább közlekedett Bécsújhelyre; megszűnt 2024. december 14-én) |
| IC Iseum            | Budapest-Keleti pályaudvar-Tatabánya-Győr-Csorna-Szombathely (megszűnt 2022. április 2-án) |
| IC Istria           | Budapest-Déli pályaudvar -Szekesfehérvár-Veszprém-Zalaegerszeg-Zalalövő-Őriszentpéter-Őrihodos-Ljubljana-Koper (jelenleg nemzetközi expresszvonatként közlekedik nyári időszakban "Retro Istria" néven, közvetlen kocsit továbbít Rijekába (Fiume); 2014-es nyári menetrendben IC vonatként közlekedett, korábban gyorsvonatként közlekedett, egy időben a Keleti pályaudvarra közlekedett, illetve egy időben Veszprém helyett Győr-Celldömölk, illetve Balatonfüred-Tapolcán keresztül közlekedett, és egy időben voltak közvetlen kocsijai Kijevbe és Moszkvába) |
| IC Ivo Andrić       | Budapest-Keleti pályaudvar-Kiskunhalas-Kelebia-Belgrád (jelenleg nemzetközi gyorsvonatként közlekedik, a Szerb és a magyar vasúti pálya felújítása miatt jelenleg nem közlekedik, 1996-1997 között IC vonatként közlekedett) |
| IC Ízisz            | Budapest-Keleti pályaudvar-Tatabánya-Győr-Csorna-Szombathely (egy időben a Déli pályaudvarról közlekedett) |
| IC Írottkő          | Szombathely-Csorna-Győr-Tatabánya-Budapest-Keleti pályaudvar |
| IC Jázmin           | Budapest-Keleti pályaudvar-Miskolc-Tiszai pályaudvar-Nyíregyháza-Debrecen-Szolnok-Budapest-Nyugati pályaudvar (megszűnt 2022. április 2-án) |
| IC Kamilla          | Budapest-Keleti pályaudvar-Miskolc-Tiszai pályaudvar-Nyíregyháza-Debrecen-Szolnok-Budapest-Nyugati pályaudvar (megszűnt 2022. április 2-án) |
| IC Kanizsa          | Budapest-Keleti pályaudvar-Székesfehérvár-Siófok-Fonyód-Nagykanizsa (egy időben a Déli pályaudvarról közlekedett, Budapest-Balatonszentgyörgy között a Zala IC-vel egyesítve; korábban expresszvonatként közlekedett) |
| IC Kapos            | Budapest-Déli pályaudvar-Sárbogárd-Dombóvár-Kaposvár, közvetlen kocsikkal Kaposvártól Gyékényesig (a 2012/2013-as menetrendváltástól expresszvonatként közlekedett a Déli pályaudvar helyett a Keleti pályaudvarról) |
| IC Kárász           | Budapest-Nyugati pályaudvar-Cegléd-Kecskemét-Kiskunfélegyháza-Szeged (megszűnt 2022. szeptember 30-án) |
| IC Kékfrankos       | Budapest-Keleti pályaudvar-Tatabánya-Győr-Csorna-Sopron (megszűnt 2024. december 14-én) |
| IC Kiskun           | Budapest-Nyugati pályaudvar-Cegléd-Kecskemét-Kiskunfélegyháza-Szeged (jelenleg InterRégió vonatként közlekedik Baja és Kecskemét között) |
| IC Kócsag           | Budapest-Nyugati pályaudvar-Szolnok-Debrecen-Nyíregyháza-Miskolc-Tiszai pályaudvar-Budapest-Keleti pályaudvar (megszűnt 2022. április 2-án) |
| IC Kodály           | Budapest-Nyugati pályaudvar-Cegléd-Kecskemét-Kiskunfélegyháza-Szeged (megszűnt 2022. szeptember 30-án) |
| IC Kvarner          | Budapest-Keleti pályaudvar-Sárbogárd-Dombóvár-Kaposvár-Gyékényes-Kapronca-Zágráb-Károlyváros-Rijeka (Fiume) (egy időben Székesfehérvár-Siófok-Fonyód-Nagykanizsa felé közlekedett, sokáig Zágráb volt a végállomása) |
| IC Leányka          | Budapest-Keleti pályaudvar-Hatvan-Füzesabony-Eger |
| IC Levendula        | Tapolca-Balatonfüred-Székesfehérvár-Budapest-Déli pályaudvar (megszűnt 2021. augusztus 29-én;[forrás?] 2018. június 23-án a tihanyi "Te szedd magad a levendulát" akció alkalmából Budapest-Nyugati pu. és Balatonfüred között, 2025. július 5-6-án a Retró Hétvége keretén belül Expresszvonatként közlekedett a Budapest-Keleti pu. és Tapolca között) |
| IC Lillafüred       | Budapest-Keleti pályaudvar-Füzesabony-Miskolc-Tiszai pályaudvar (egy időben Budapestről tovább közlekedett Pécsre, illetve egy időben Sátoraljaújhely-Győr között közlekedett; korábban expresszvonatként közlekedett Budapest–Miskolc–Nyíregyháza–Záhony viszonylatban) |
| IC Liszt Ferenc     | Budapest-Keleti pályaudvar-Tatabánya-Győr-Csorna-Sopron (jelenleg EuroCity vonatként közlekedik Budapest és Bécs között) |
| IC Lővér            | Budapest-Keleti pályaudvar-Tatabánya-Győr-Csorna-Sopron (egy időben a Déli pályaudvarról indult és Sopronból tovább közlekedett Bécsújhelyen át Bécsbe; régebben expresszvonatként közlekedett, ekkor közvetlen kocsijai voltak Győrtől Hegyeshalomig; megszűnt 2024. december 14-én) |
| IC Magnet Bank      | Budapest-Keleti pályaudvar-Tatabánya-Győr-Csorna-Sopron (megszűnt 2024. december 14-én) |
| IC Mathias Corvinus | Budapest-Keleti pályaudvar-Párkány-Pozsony-Prága |
| IC Máramaros        | Budapest-Keleti pályaudvar-Szolnok-Püspökladány-Biharkeresztes-Biharpüspöki-Nagyvárad-Kolozsvár-Máramarossziget |
| IC Minaret          | Budapest-Keleti pályaudvar-Hatvan-Füzesabony-Eger |
| IC Misina           | Budapest-Keleti pályaudvar-Sárbogárd-Dombóvár-Pécs (régen a Déli pályaudvarról közlekedett, illetve egy időben Budapestről tovább közlekedett Miskolcra; megszűnt 2022. december 10-én) |
| IC Móra             | Budapest-Nyugati pályaudvar-Cegléd-Kecskemét-Kiskunfélegyháza-Szeged (megszűnt 2022. szeptember 30-án) |
| IC Nóniusz          | Lőkösháza-Kétegyháza-Békéscsaba-Mezőberény-Gyoma-Mezőtúr-Szolnok-Budapest-Keleti pályaudvar (2021. július 18-29-ig pályakarbantartási munkálatok miatt újra közlekedett Szeged-Budapest között) |
| IC Pannónia         | Budapest-Keleti pályaudvar-Szolnok-Békéscsaba-Lőkösháza-Arad-Gyulafehérvár-Brassó (jelenleg InterRégió vonatként közlekedik Szombathely-Nagykanizsa-Gyékényes-Barcs-Pécs útvonalon; régen Budapest-Pécs-Eszék-Szarajevó-Ploče viszonylatban nemzetközi gyorsvonatként, majd Berlin-Prága-Budapest-Bukarest-Szófia viszonylatban expresszvonatként közlekedett) |
| IC Páva             | Budapest-Nyugati pályaudvar-Szolnok-Debrecen-Nyíregyháza-Miskolc-Tiszai pályaudvar-Budapest-Keleti pályaudvar (megszűnt 2022. április 2-án) |
| IC Paprika          | Budapest-Nyugati pályaudvar-Cegléd-Kecskemét-Kiskunfélegyháza-Szeged (megszűnt 2022. szeptember 30-án) |
| IC Partium          | Budapest-Keleti pályaudvar-Szolnok-Püspökladány-Biharkeresztes-Nagyvárad (régen Budapest-Nyugati pályaudvar-Cegléd-Szolnok-Debrecen-Nyíregyháza-Záhony-Csap útvonalon közlekedett nemzetközi gyorsvonatként) |
| IC PTE              | Budapest-Keleti pályaudvar-Sárbogárd-Dombóvár-Pécs |
| IC Pusztaszer       | Budapest-Nyugati pályaudvar-Cegléd-Kecskemét-Kiskunfélegyháza-Szeged (megszűnt 2022. szeptember 30-án) |
| IC Rákóczi          | Budapest-Keleti pályaudvar-Füzesabony-Miskolc-Tiszai pályaudvar-Hidasnémeti-Kassa (régebben gyorsvonat, expresszvonat és EuroCity-ként is közlekedett, és közvetlen kocsikat továbbított Miskolcról Ózdra, illetve egy időben Kassáról tovább közlekedett Pozsonyba) |
| IC Rába             | Budapest-Keleti pályaudvar-Tatabánya-Győr-Csorna-Szombathely-Szentgotthárd (2021. december 11-ig tovább közlekedett Grazba; jelenleg InterRégió vonatként közlekedik Szombathelyről/Győrből és Budapestre) |
| IC Répce            | Budapest-Keleti pályaudvar-Tatabánya-Győr-Csorna-Szombathely (egy időben tovább közlekedett Szentgotthárdra, és közvetlen kocsija volt Győrtől Celldömölkig; megszűnt 2022. április 2-án) |
| IC Rétköz           | Budapest-Nyugati pályaudvar-Szolnok-Debrecen-Nyíregyháza-Záhony (egy időben a Keleti pályaudvarról közlekedett; megszűnt 2022. április 2-án) |
| IC Rigó             | Budapest-Nyugati pályaudvar-Szolnok-Debrecen-Nyíregyháza-Miskolc-Tiszai pályaudvar-Budapest-Keleti pályaudvar (megszűnt 2022. április 2-án) |
| IC Rózsa            | Budapest-Keleti pályaudvar-Miskolc-Tiszai pályaudvar-Nyíregyháza-Debrecen-Szolnok-Budapest-Nyugati pályaudvar (megszűnt 2022. április 2-án) |
| IC Sajó             | Budapest-Keleti pályaudvar-Füzesabony-Miskolc-Tiszai pályaudvar (2023. április 2-ától expresszvonatként közlekedik Kazincbarcika és Budapest között; egy időben Budapestről tovább közlekedett Pécsre) |
| IC Sopianae         | Budapest-Keleti pályaudvar-Sárbogárd-Dombóvár-Pécs (régen a Déli pályaudvarról közlekedett, illetve egy időben Budapestről tovább közlekedett Miskolcra; régen Pozsonyból közlekedett; megszűnt 2022. december 10-én) |
| IC Sopron Bank      | Budapest-Keleti pályaudvar-Tatabánya-Győr-Csorna-Sopron (megszűnt 2022. június 17-én) |
| IC Soproni Ászok    | Budapest-Keleti pályaudvar-Tatabánya-Győr-Csorna-Sopron |
| IC Soproni Közgáz   | Budapest-Keleti pályaudvar-Tatabánya-Győr-Csorna-Sopron (megszűnt 2024. december 14-én) |
| IC Sóstó            | Záhony-Nyíregyháza-Debrecen-Szolnok-Budapest-Nyugati pályaudvar |
| IC Sugovica         | Baja-Bátaszék-Szekszárd-Sárbogárd-Budapest-Déli pályaudvar (jelenleg expresszvonatként közlekedik; 2012. decembere és 2021 áprilisa között a Déli pályaudvar helyett a Keleti pályaudvarra közlekedett) |
| IC Szabolcs         | Budapest-Nyugati pályaudvar-Szolnok-Debrecen-Nyíregyháza (egy időben a Keleti pályaudvarról közlekedett; régebben expresszvonatként közlekedett; megszűnt 2022. április 2-án) |
| IC Szalajka         | Budapest-Keleti pályaudvar-Hatvan-Füzesabony-Eger |
| IC Szamos           | Bécs-Hegyeshalom-Győr-Budapest-Keleti pályaudvar-Szolnok-Püspökladány-Debrecen-Nyírábrány- Nagykároly-Szatmárnémeti-Nagybánya (jelenleg EuroCity vonatként közlekedik, Bécs és Püspökladány között a záhonyi Tisza EC-vel egyesítve közlekedik; régebben a Keleti pályaudvar volt a végállomása és Debrecen-Mátészalka-Tiborszálláson át közlekedett, valamint 2005/2006-os menetrendben IC vonatként közlekedett) |
| IC Szent Gellért    | Budapest-Nyugati pályaudvar-Kecskemét-Szeged |
| IC Szent István     | Budapest-Keleti pályaudvar-Székesfehérvár-Siófok-Fonyód-Keszthely (régen a Déli pályaudvarról közlekedett) |
| IC Széchenyi István | Budapest-Keleti pályaudvar-Tatabánya-Győr-Csorna-Sopron |
| IC Szent Márton     | Budapest-Keleti pályaudvar-Tatabánya-Győr-Csorna-Szombathely (megszűnt 2022. április 2-án) |
| IC Szépasszonyvölgy | Budapest-Keleti pályaudvar-Hatvan-Füzesabony-Eger |
| IC Szinva           | Budapest-Keleti pályaudvar-Füzesabony-Miskolc-Tiszai pályaudvar (egy időben Budapestről tovább közlekedett Pécsre) |
| IC Takta            | Miskolc-Tiszai pályaudvar-Nyíregyháza-Debrecen-Szolnok-Budapest-Nyugati pályaudvar (megszűnt 2022. április 2-án) |
| IC Tenkes           | Budapest-Keleti pályaudvar-Sárbogárd-Dombóvár-Pécs (régen a Déli pályaudvarról közlekedett, illetve egy időben Budapestről tovább közlekedett Miskolcra; megszűnt 2022. december 10-én; jelenleg[mikor?] expresszvonatként közlekedik Budapest-Déli pályaudvar-Pécs között[forrás?]) |
| IC Tettye           | Budapest-Keleti pályaudvar-Sárbogárd-Dombóvár-Pécs (régen a Déli pályaudvarról közlekedett, illetve egy időben Budapestről tovább közlekedett Miskolcra; megszűnt 2022. december 10-én) |
| IC Tihany           | Budapest-Déli pályaudvar-Székesfehérvár-Balatonfüred-Tapolca (korábban expresszvonatként közlekedett; 2024. július 6-án a "Samu 30" és a Retró hétvége keretén belül ismét közlekedett Budapest-Déli pályaudvar-Balatonfüred viszonylatban) |
| IC Tisza            | Budapest-Keleti pályaudvar-Szolnok-Debrecen-Nyíregyháza-Záhony-Csap-Munkács-Kijev-Moszkva (jelenleg EuroCity vonatként közlekedik, meghosszabbított útvonalon Bécs és Csap között; régebben nyári időszakban hétfőnként, szerdánként, csütörtökönként és szombatonként közvetlen kocsija volt Splitbe és Koperbe; régebben gyorsvonatként és expresszvonatként közlekedett; 2014 nyarán Záhony és Szolnok között a tapolcai Tekergő gyorsvonattal egyesítve közlekedett; egy időben a Nyugati pályaudvarról indult Cegléden keresztül; egy időben Miskolc-Sátoraljaújhely-Újhelyen keresztül közlekedett; 2023 óta EuroCity vonatként közlekedik Csap-Záhony-Nyíregyháza-Debrecen-Keleti pu.-Győr-Hegyeshalom-Bécs viszonylatban) |
| IC Tiszavirág       | Budapest-Nyugati pályaudvar-Cegléd-Kecskemét-Kiskunfélegyháza-Szeged (megszűnt 2022. szeptember 30-án; 2023 május 21-én a retró hétvégén újra közlekedett Szeged és Makó között expresszvonatként) |
| IC Torontál         | Budapest-Nyugati pályaudvar-Cegléd-Kecskemét-Kiskunfélegyháza-Szeged (megszűnt 2022. szeptember 30-án) |
| IC Tömörkény        | Budapest-Nyugati pályaudvar-Cegléd-Kecskemét-Kiskunfélegyháza-Szeged (megszűnt 2022. szeptember 30-án) |
| IC Transilvania     | Bécs-Hegyeshalom-Győr-Budapest-Keleti pályaudvar-Szolnok-Püspökladány-Biharkeresztes-Nagyvárad-Kolozsvár (jelenleg EuroCity vonatként közlekedik, Bécs és Püspökladány között a nagybányai Szamos EC-vel egyesítve közlekedik naponta; korábban Keleti pályaudvar-Szolnok-Békéscsaba-Lőkösháza-Brassó viszonylatban közlekedett IC-ként; a 2018/2019-es menetrendváltás óta EuroCity vonatként közlekedik, ezzel egyidőben változott az útvonala mostanira) |
| IC Traubi           | Budapest-Keleti pályaudvar-Tatabánya-Győr-Csorna-Sopron |
| IC Tubes            | Budapest-Keleti pályaudvar-Dombóvár-Pécs (egy időben a Déli pályaudvarról közlekedett; megszűnt 2022. december 10-én) |
| IC Tulipán          | Budapest-Keleti pályaudvar-Miskolc-Tiszai pályaudvar-Nyíregyháza-Debrecen-Szolnok-Budapest-Nyugati pályaudvar (megszűnt 2022. április 2-án) |
| IC Tűztorony        | Budapest-Keleti pályaudvar-Tatabánya-Győr-Csorna-Sopron (megszűnt 2024. december 14-én) |
| IC TVK              | Nyíregyháza-Miskolc-Tiszai pályaudvar-Budapest-Keleti pályaudvar (egy időben tovább közlekedett Pécsre) |
| IC Ung              | Budapest-Nyugati pályaudvar-Szolnok-Debrecen-Nyíregyháza-Záhony (egy időben a Keleti pályaudvarról közlekedett; megszűnt 2022. április 2-án) |
| IC Várda            | Budapest-Nyugati pályaudvar-Szolnok-Debrecen-Nyíregyháza-(Záhony) (egy időben a Keleti pályaudvarra közlekedett; megszűnt 2022. április 2-án) |
| IC Vércse           | Budapest-Nyugati pályaudvar-Szolnok-Debrecen-Nyíregyháza-Miskolc-Tiszai pályaudvar-Budapest-Keleti pályaudvar (megszűnt 2022. április 2-án) |
| IC Uniqa            | Budapest-Keleti pályaudvar-Tatabánya-Győr-Csorna-Szombathely |
| IC Viharsarok       | Lőkösháza-Békéscsaba-Szolnok-Budapest-Keleti pályaudvar |
| IC Viola            | Budapest-Keleti pályaudvar-Miskolc-Tiszai pályaudvar-Nyíregyháza-Debrecen-Szolnok-Budapest-Nyugati pályaudvar |
| IC Volt Fesztivál   | Budapest-Keleti pályaudvar-Tatabánya-Győr-Csorna-Sopron |
| IC Westel           | Budapest-Keleti pályaudvar-Szolnok-Debrecen-Nyíregyháza |
| IC Zala             | Budapest-Keleti pályaudvar-Székesfehérvár-Siófok-Fonyód-Keszthely (régen a Déli pályaudvarról közlekedett, Budapest-Balatonszentgyörgy között a Kanizsa IC-vel egyesítve; 2022 retró hétvégén újra közlekedett) |
| IC Zágráb           | Zágráb-Gyékényes-Nagykanizsa-Szombathely-Sopron-Bécsújhely-Bécs (egy időben Gyékényes-Bécs között a Corvinus IC-vel egyesítve közlekedett, 2010. december 12-től nemzetközi gyorsvonatként közlekedett; megszűnt 2012. december 8-án) |
| IC Zürichsee        | Budapest-Keleti pályaudvar-Győr-Sopron-Ebenfurth-Bécsújhely-Semmering-Mürzschuslag-Insbruck-Zürich |
| IC Zselic           | Budapest-Keleti pályaudvar-Dombóvár-Kaposvár (egy időben a Déli pályaudvarra közlekedett, és Kaposvárról tovább közlekedett Gyékényesre; korábban expresszvonatként közlekedett) |
| IC Zengő            | Budapest-Keleti pályaudvar-Dombóvár-Pécs (régen a Déli pályaudvarról közlekedett, illetve egy időben Budapestről tovább közlekedett Miskolcra; megszűnt 2022. december 10-én) |
| IC Zsolnay          | Budapest-Keleti pályaudvar-Dombóvár-Pécs |